# Eugenio Baroni
Eugenio Baroni (Taranto, 27 marzo 1880 – Genova, 25 giugno 1935) è stato uno scultore italiano.

## Biografia
Allievo di Scanzi all'Accademia Ligustica di Belle Arti di Genova, fu attratto sia dalla scultura di Rodin sia dal simbolismo di Leonardo Bistolfi, per giungere ben presto ad un singolare e personale espressionismo non scevro di elementi nordici.
Molte sue opere furono realizzate per il cimitero monumentale di Staglieno, a Genova, città nella quale visse a lungo e nella quale morì.
All'interno della sua arte scultorea, la Tomba Grosso Bonnin dimostra il superamento, ma anche l'acquisizione, dell'influsso dei due maestri sopra citati.
Dopo la prima guerra mondiale, Baroni, che aveva partecipato come volontario al conflitto, dove ricevette la medaglia d'argento al valor militare per il suo coraggio sul monte Grappa, aveva maturato un profondo pessimismo nei confronti della guerra; per questo motivo si scontrò con l'avvento del fascismo e non poté realizzare la costruzione di un sacrario al fante che prefigurava, almeno nel progetto e nei bozzetti, anche una visione futurista, come la mitragliata, ovvero un fante posto in diverse posizioni che cade colpito a morte. Ricordiamo che per la sua validità di scultore, attestata dalla critica, vi fu, nel periodo, una sua mostra personale nel 1921 a Palazzo Venezia e gli fu dedicata un'intera sala alla Biennale di Venezia del 1926; fu per l'appunto in tale occasione che presentò i bozzetti per il Monumento al Fante.

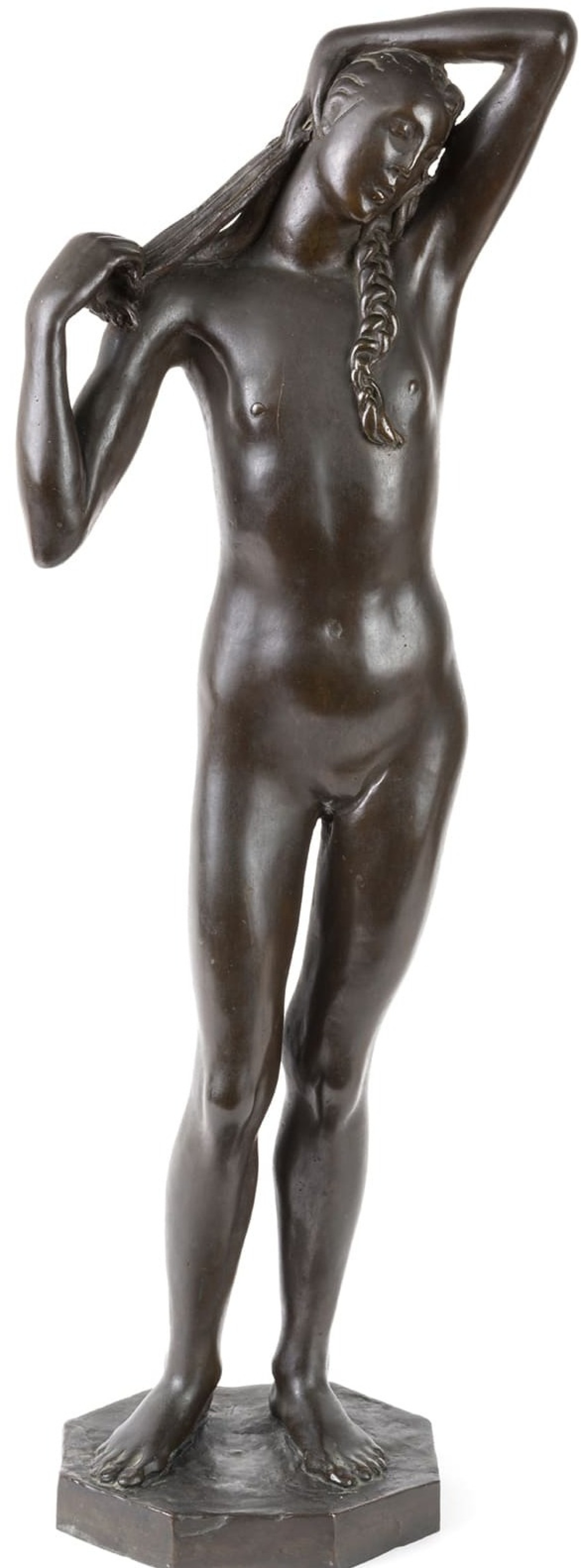
eugenio BARONI ,RAGAZZINA

Il fascismo non gli permise la costruzione di quest'opera, tesa a denunciare gli orrori della guerra e i patimenti dei fanti. Di questo periodo è rimasto tuttavia il bozzetto del monumento al Mutilato, ancor oggi presente in corso Aurelio Saffi, a Genova, presso la Casa del mutilato. Si tratta di una scultura di enorme potenza evocatrice e di particolare pathos. Baroni realizzò a sue spese alcune delle sculture che dovevano strutturare il sacrario indirizzandosi via via verso l'arcaismo e in direzione di soluzioni più realiste.
Per le tematiche da lui affrontate dopo la guerra, divenne in breve il beniamino dello scrittore e critico d'arte Ettore Cozzani, che sulle pagine della rivista L'Eroica diede molto spazio alle sue realizzazioni vedendovi interpretato alla perfezione il suo concetto di arte "eroica", intrisa di poesia e di soggettiva adesione al dramma.
Baroni è stato anche l'autore del celebre monumento dedicato alla spedizione dei Mille situato a Quarto dei Mille, solennemente inaugurato nel 1915 da Gabriele D'Annunzio, nel quale si possono individuare, pur nella possente compattezza strutturale, alcuni riferimenti al maestro Bistolfi, soprattutto per quanto riguarda la raffigurazione delle figure femminili di contorno relativamente ad alcuni aspetti del modellato.
Tra il 1933 e il 1937 si svolse a Torino la lunga e travagliata vicenda del monumento ad Emanuele Filiberto Duca d'Aosta, ultima grande opera del Baroni che non poté portare a termine perché colto da morte, il cui concorso si concluse a favore di Baroni dopo un testa-a-testa con Arturo Martini. Previsto dapprima in Piazza Vittorio Veneto, venne infine realizzato in Piazza Castello sul retro di Palazzo Madama.

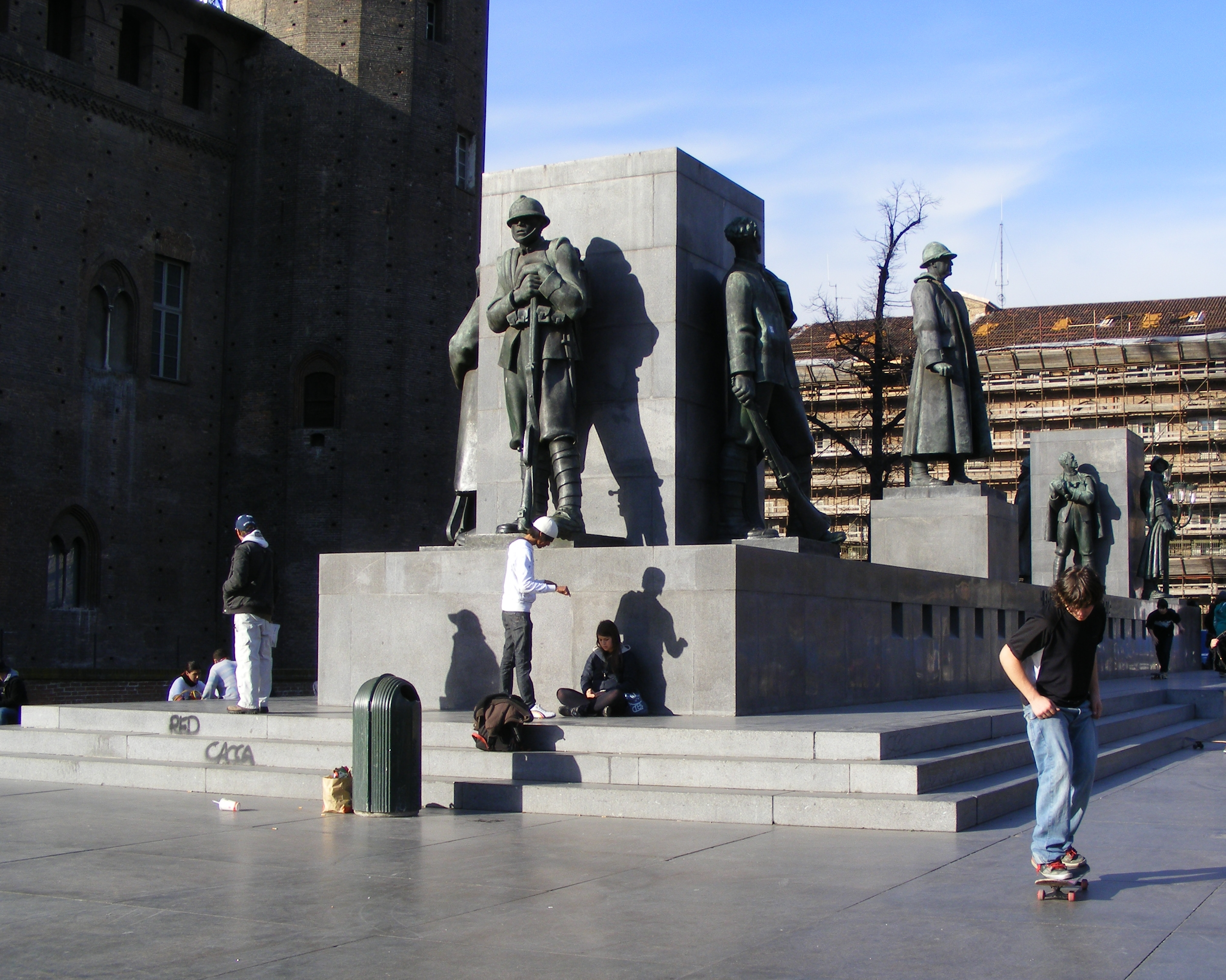
Monumento a Emanuele Filiberto Duca d'Aosta (con Publio Morbiducci, 1933-1937, Torino)

Nel 1930 realizza le due statue in marmo di Guglielmo Embriaco e Andrea Doria collocate superiormente all'imbocco della galleria che va dalla piazza Corvetto alla piazza del Portello. Sempre dello stesso periodo sono sue alcune delle statue dell'arco ai Caduti di piazza della Vittoria a Genova. Baroni fu anche autore di alcune statue di atleti per il Foro italico di Roma.
Nel cimitero monumentale di Staglieno sono presenti diversi lavori di Baroni: il bassorilievo per la Tomba Fortunato Bozzo (del 1907), dove si possono notare chiavi di volta per il passaggio dal decorativismo liberty alla visione espressionista.
Nel monumento funebre per la madre, Chiara Ferraris Baroni (del 1915), è presente una contrapposizione tra una linea astraente e forme chiaramente espressionistiche.
Altri suoi lavori, sempre al cimitero di Staglieno, sono le tombe Molinari (realizzata nel 1920), Moltini-Sciutto (1922) e Isolabella-Gabba e Roncallo (1930), in cui viene combinata una visione modernamente novecentista con la compattezza di forme.